# Josef Anton Zoller
Josef Anton Zoller (auch Joseph Anton Zoller, * 11. Februar 1730 in Klagenfurt; † 21. Februar 1791 in Hall in Tirol) war ein österreichischer Barockmaler.

## Leben
Josef Anton Zoller wurde als ältester Sohn des Malers Anton Zoller in Klagenfurt geboren und kam mit der Familie nach Tirol, als sein Vater 1753 das Bürgerrecht in Hall erhielt. Er lernte bei seinem Vater und half bei vielen seiner Werke mit. Ab 1763 schuf er eigenständig Fresken und Altarbilder für zahlreiche Kirchen in Tirol. Dabei führte er den Stil des Vaters weiter, wobei an die Stelle bewusster Komposition zufällige Ausschnitte und kleine Improvisationen traten und die Figuren noch mehr Leichtigkeit zeigen. In der Scheinarchitektur folgt er dem verbreiteten Schema des Andrea Pozzo. Neben Fresken schuf Zoller Landschaftsbilder mit biblischen Szenen in Gouache. Er starb 1790 ohne Nachkommen in Hall. Zu seinen Schülern gehörten Joseph und Franz Giner.
In Vintl wurde die Josef-Anton-Zoller-Straße nach ihm benannt.

## Werke (Auswahl)

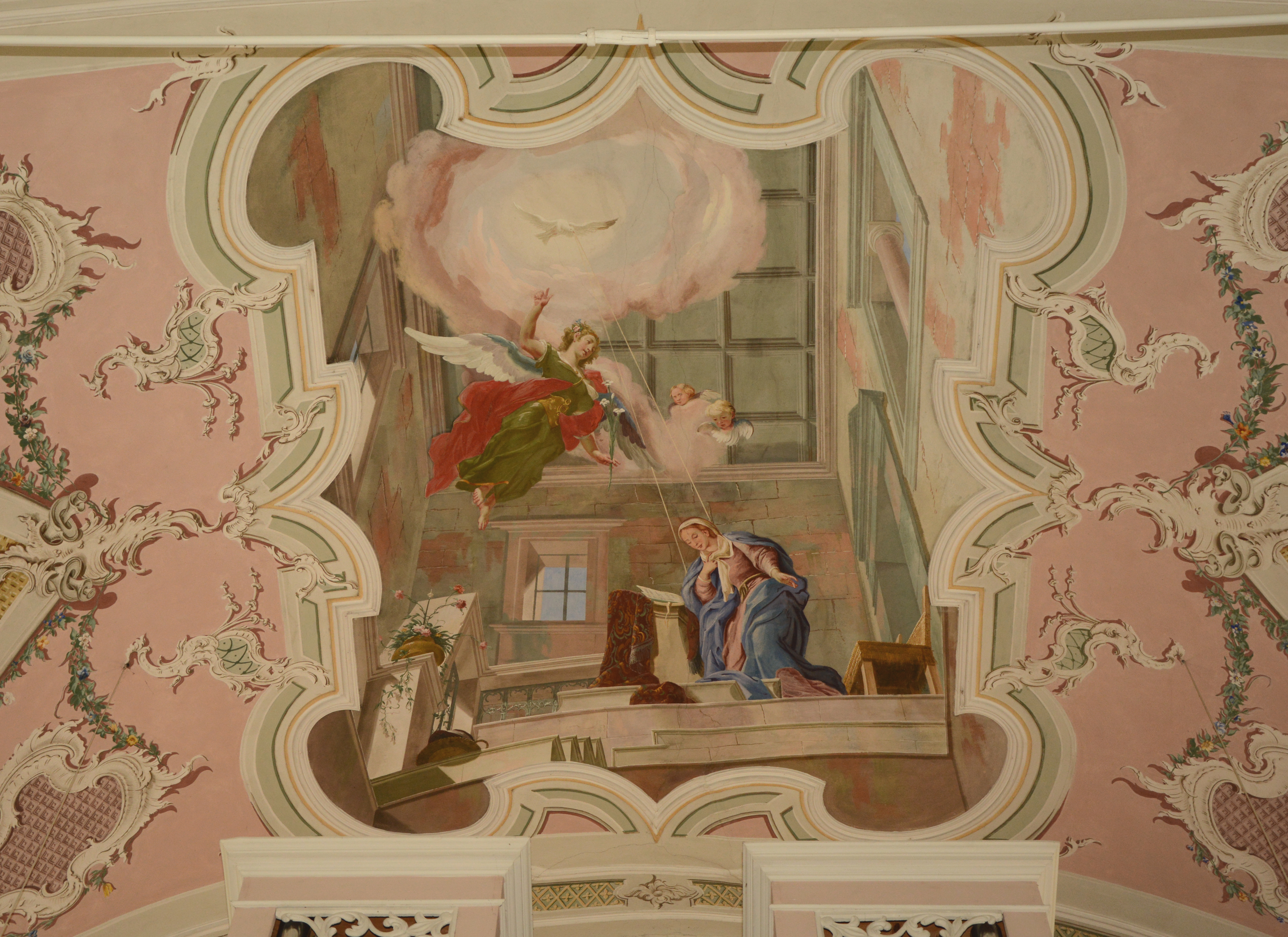
Deckenfresko Verkündigung, Wallfahrtskirche Mariä Himmelfahrt, Asch (1765)

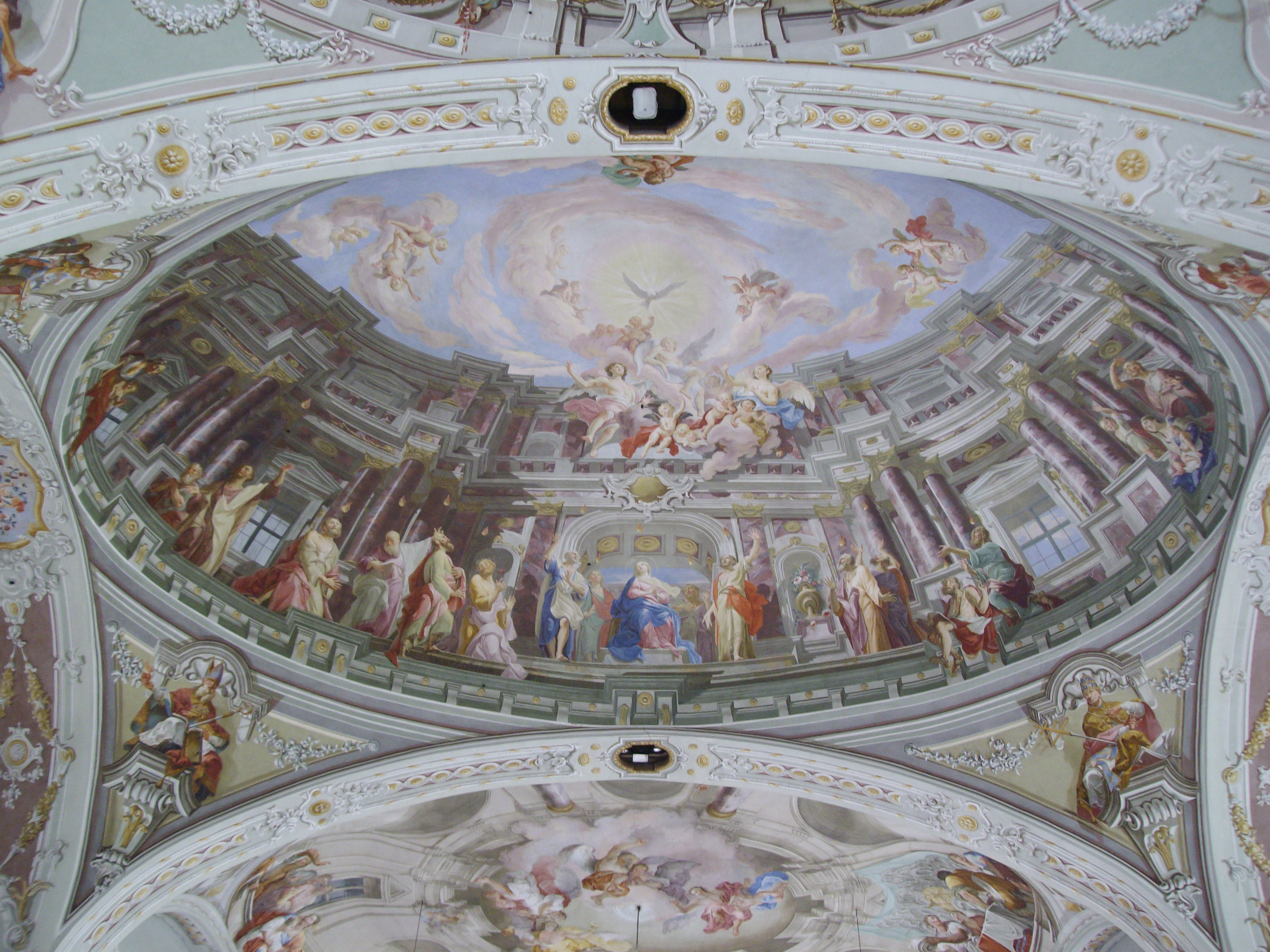
Deckenfresko Pfingstwunder, Pfarrkirche Neustift im Stubaital (1772)

- Deckenfresken, Pfarrkirche Schmirn, 1757 (mit Anton Zoller)
- Deckenfresken, Pfarrkirche Gschnitz, 1759 (mit Anton Zoller)
- Deckenfresken, Pfarrkirche Mutters, 1759 (mit Anton Zoller)
- Sonnenuhr, Pfarrkirche Natters, 1759 (konstruiert von Peter Anich)
- Wand- und Deckenfresken, Pfarrkirche Niedervintl, um 1763
- Deckenfresko Taufe Jesu, Kirche St. Johann in Tschötsch, 1763[2]
- Deckenfresken, Pfarrkirche Obertilliach, 1764 (mit Anton Zoller)
- Deckenfresken, Wallfahrtskirche Mariä Himmelfahrt in Asch, Anras, 1765
- Wand- und Deckenfresken, Kollreidkapelle Anras, 1765
- Deckenfresken Evangelisten, Esther, Tugenden, Kapelle Unsere Liebe Frau im Stöckl, Kiens, 1766[3]
- Deckenfresken, Pfarrkirche Abfaltern, 1769–1771
- Deckenfresko der Mittelkuppel Pfingstwunder, Pfarrkirche Neustift im Stubaital, 1772[1]
- Deckenfresken, Filialkirche Oberpettnau hl. Josef, 1774
- Seitenaltarbilder, Salvatorkirche Hall, 1778–1781
- Deckenfresken, Pfarrkirche Absam, 1780
- Hochaltarbild Petrus kniet vor Christus, Alte Pfarrkirche Weerberg, 1784